# Arnold Gisbert Pagenstecher
Arnold Gisbert Pagenstecher (* 1. August 1615 in Bentheim; † 28. Juni 1688 in Duisburg) war ein Geheimrat und Hofrichter des Grafen von Bentheim.

## Leben
Arnold Gisbert Pagenstecher war ein Sohn des Juristen Johann Pagenstecher (1575–1650) und der Anna Lölevinck (1582–1655). Er hatte bereits im 18. Lebensjahr seine juristischen Studien in Steinfurt, Leiden, Franeker, Gröningen und Utrecht vollendet. Daraufhin ging er auf Reisen und hielt sich einige Zeit in Paris auf, wo er seit 1638 als gentilhomme domestique  bei der holländischen Gesandtschaft fungierte. Hier erlangte er die juristische Doktorwürde und trat bei seiner Heimkehr als Rat und Hofrichter in die Dienste des Grafen von Bentheim. Nach dem Tod seines Vaters wurde er 1651 als dessen Nachfolger zum Kanzler und Geheimrat ernannt, legte aber 1668 diese Stelle nieder, als sein Herr, Graf Ernst Wilhelm von Bentheim, von der reformierten zur römisch-katholischen Kirche übertrat. Er nahm darauf die Stelle eines kurfürstlich brandenburgischen Rats und Residenten am pfalz-neuburgischen Hof in Düsseldorf an, wo er auch Kurator der Universität Duisburg war.
Pagenstecher starb am 28. Juni 1688 im Alter von 72 Jahren in Duisburg. Er hatte zuerst am 28. April 1646 Anna Elisabeth von Volckershausen und Dunum (um 1620–1655) geheiratet, die ihm u. a. den Sohn Ernst Philipp (1652–1690) gebar. In zweiter Ehe hatte er sich am 14. September 1656 in Wesel am Rhein mit Barbara von Rodenberg (1639–1687) vermählt, mit der er ebenfalls mehrere Kinder hatte, u. a. Alexander Arnold (1659–1716) und Werner Justin Pagenstecher (1671–1742).